# Štoly Velké Ameriky
Štoly Velké Ameriky este o arie protejată (arie specială de conservare — SAC, sit de importanță comunitară — SCI) din Republica Cehă întinsă pe o suprafață de 33,55 ha, integral pe uscat.

## Localizare
Centrul sitului Štoly Velké Ameriky este situat la coordonatele 49°57′29″N 14°11′43″E / 49.958056°N 14.195278°E.

## Înființare
Situl Štoly Velké Ameriky a fost declarat sit de importanță comunitară în aprilie 2005 pentru a proteja 2 specii de animale. Situl a fost protejat și ca arie specială de conservare în iulie 2012.

## Biodiversitate
Situată în ecoregiunea continentală, aria protejată nu include niciun habitat protejat.
La baza desemnării sitului se află mai multe specii protejate de  mamifere (2): liliac cârn (Barbastella barbastellus), liliac comun (Myotis myotis).